# Żernica
Żernica (deutsch Deutsch Zernitz; 1936–1945 Haselgrund) ist eine Ortschaft in Oberschlesien. Administrativ liegt sie in der Gmina Pilchowice (Gemeinde Pilchowitz) im Powiat Gliwicki (Landkreis Gleiwitz) in der Woiwodschaft Schlesien.

## Geografie

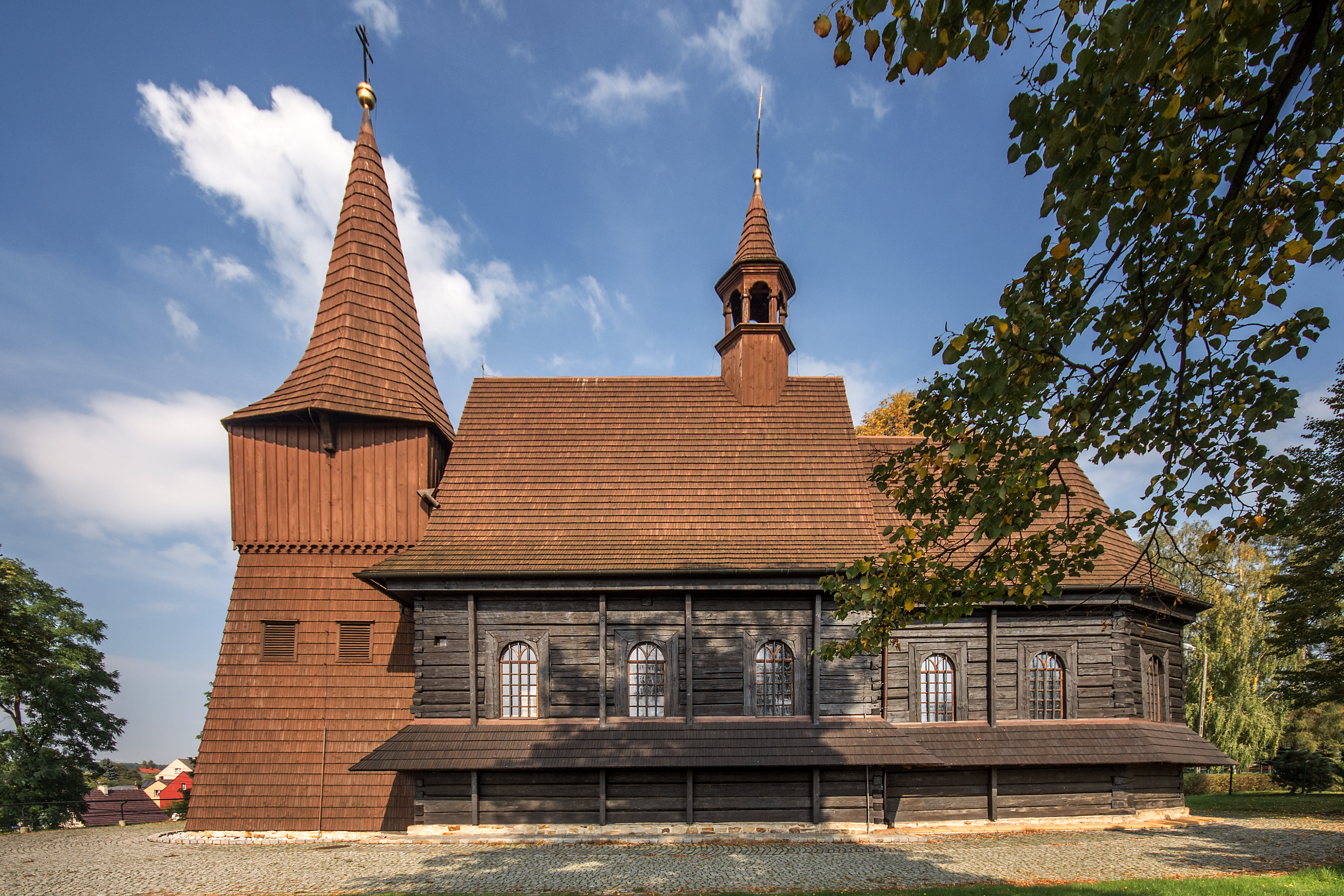
Die Erzengel-Michael-Kirche

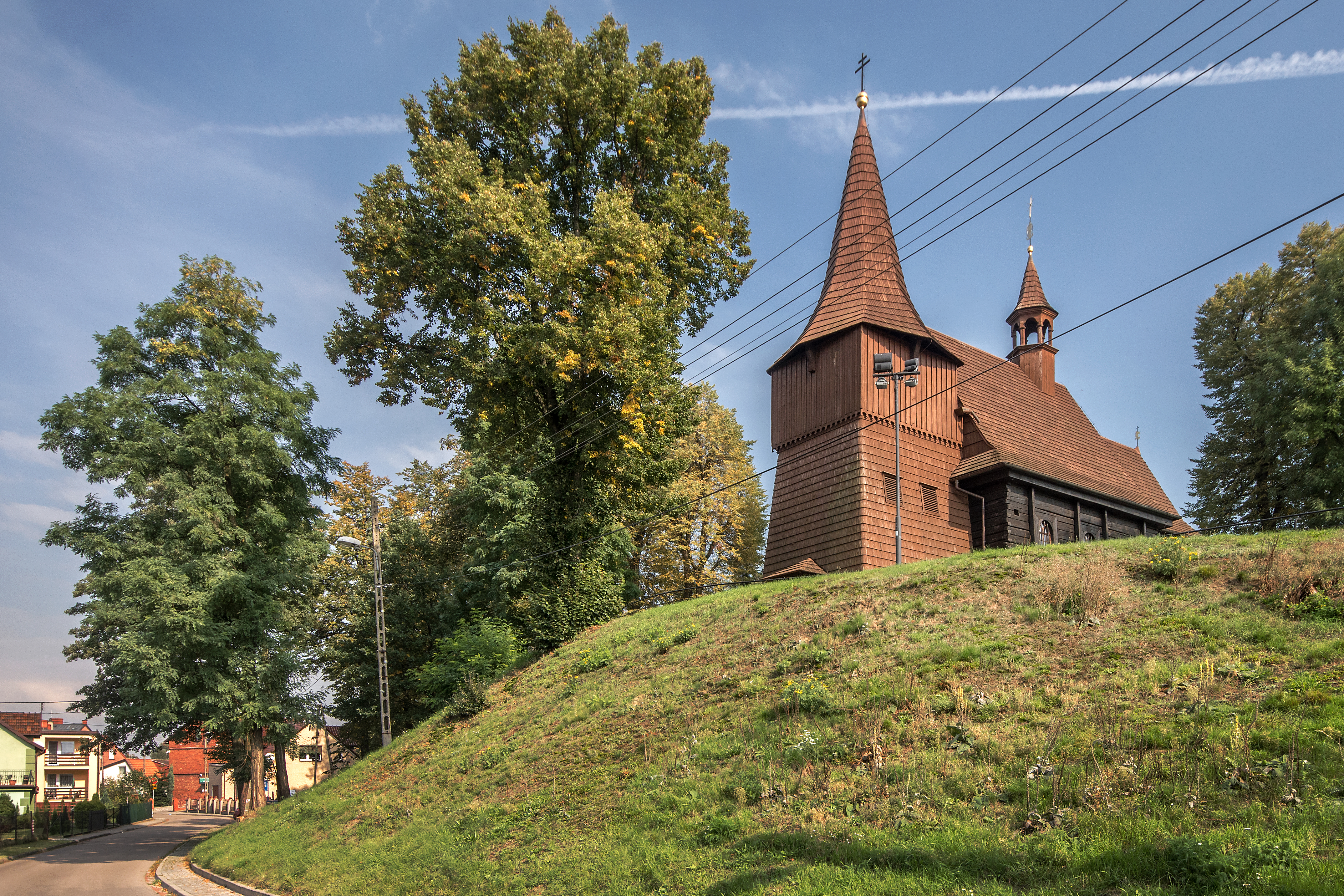
Ortsbild mit Kirche

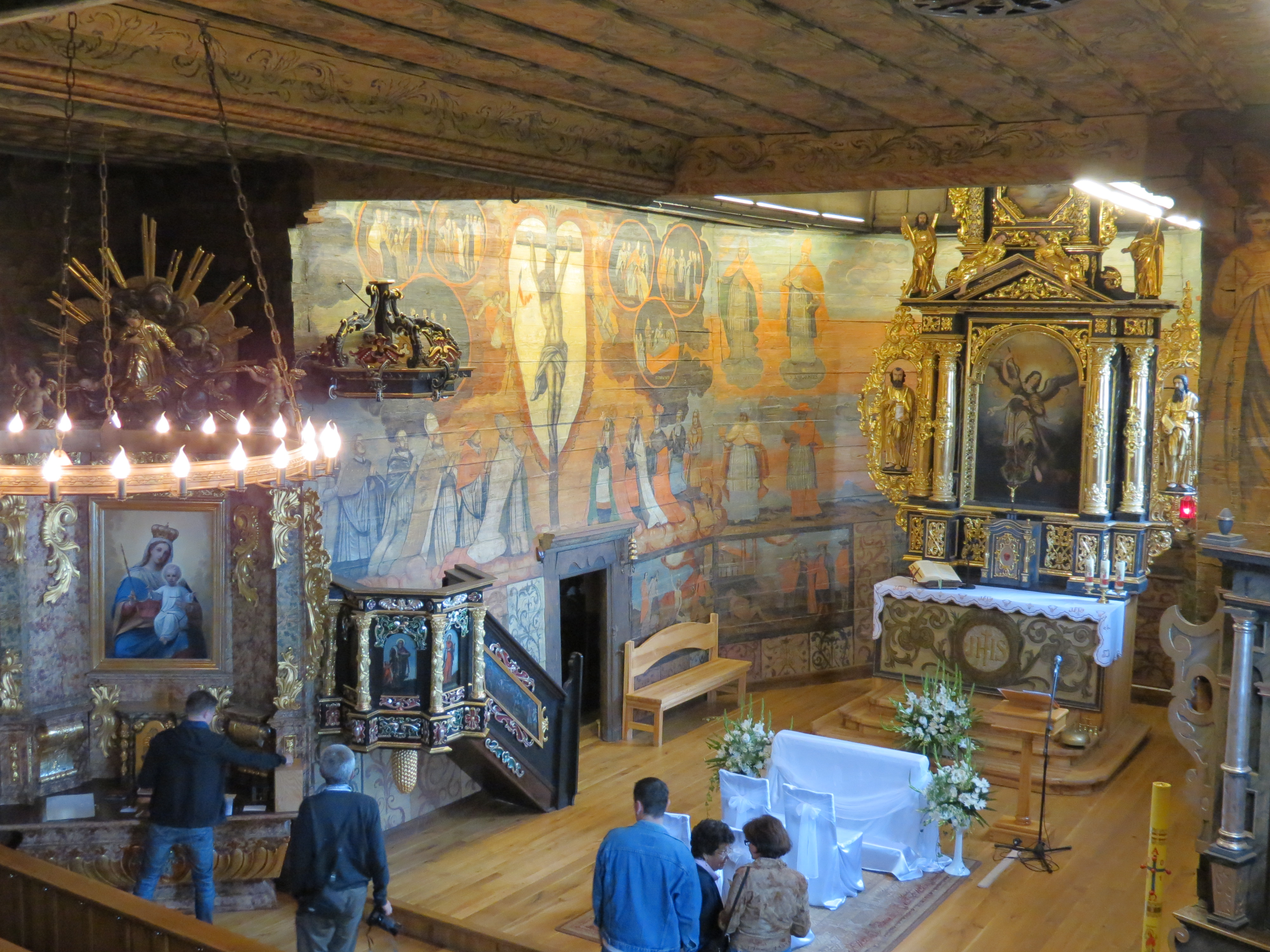
Innenansicht der Kirche

Żernica liegt acht Kilometer südwestlich von der Kreisstadt Gliwice (Gleiwitz) und 29 Kilometer westlich von der Woiwodschaftshauptstadt Kattowitz.

## Geschichte
Der Ort ist einer der ältesten im Umkreis und soll schon spätestens im 12. Jahrhundert bestanden haben. Am 15. Juli 1278 wurde es durch eine Urkunde des Herzogs Wladislaus nach deutschem Recht ausgesetzt. 1279 kamen in den Ort deutsche Siedler (Kolonisten), darunter bekannt sind der Name Heinrich Angrimann und sein Sohn mit dem gleichen Namen. 1283 tauschte es Graf Stephan Zbronowitz mit dem Kloster Rauden gegen ein anderes Dorf ein. 1295–1305 wurde der Ort im Liber fundationis episcopatus Vratislaviensis (Zehntregister des Bistums Breslau) urkundlich als „Syrdnicza villa“ erwähnt. Zudem wurde ein weiterer Ort namens „Syrdnicza Semiani“ erwähnt, der heute wohl nicht mehr besteht.
1742 kam der Ort mit dem Großteil Schlesiens an Preußen. Der Ort wurde 1783 im Buch Beyträge zur Beschreibung von Schlesien als Zerni(t)z und Zerni(t)za erwähnt und lag im Kreis Tost des Fürstentums Oppeln. Damals hatte er eine katholische Kirche, eine Schule, ein Vorwerk, 40 Bauern, 25 andere Häuser und 421 Einwohner. 1806 wurde das massive Pfarrhaus erbaut. 1852 ist der Betrieb der Wassermühle eingegangen. 1865 hatte Deutsch Zernitz 39 Bauern, sieben kleine Ackersleute, und 14 Häuslerstellen, sowie eine Kirche, ein Schulhaus, einen Kretscham (Gaststätte), drei Schmiede, zwei Schneider, vier Schuhmacher und drei Fleischer. Die Schule hatte zu diesem Zeitpunkt 180 Schüler.
Bei der Volksabstimmung in Oberschlesien am 20. März 1921 stimmten im Ort 260 Wahlberechtigte für einen Verbleib Oberschlesiens bei Deutschland und 566 für eine Zugehörigkeit zu Polen. Deutsch Zernitz verblieb nach der Teilung Oberschlesiens beim Deutschen Reich. 1936 wurde der Ort im Zuge einer Welle von Ortsumbenennungen der NS-Zeit in Haselgrund umbenannt. Bis 1945 befand sich der Ort im Landkreis Tost-Gleiwitz.
1945 kam der bis dahin deutsche Ort unter polnische Verwaltung und wurde anschließend der Woiwodschaft Schlesien angeschlossen und ins polnische Żernica umbenannt. 1950 kam der Ort zur Woiwodschaft Kattowitz. 1999 kam der Ort zum wiedergegründeten Powiat Gliwicki und zur neuen Woiwodschaft Schlesien.

## Bauwerke und Sehenswürdigkeiten
- römisch-katholische Erzengel-Michael-Kirche, Schrotholzkirche (1648 bis 1661). Barocke Innenausstattung.[4]
- Die römisch-katholische Heilig-Kreuz-Kirche im modernen Stil, erbaut 1964.
- Denkmal für die Gefallenen und Internierten des Zweiten Weltkriegs
- Wegkapelle aus dem Jahr 1920 mit Figur des heiligen Johannes Nepomuk
- Mittelalterlicher Burgwall, auf diesem steht die Erzengel-Michael-Kirche
- Ehem. Schulgebäude aus dem 19. Jahrhundert
- Hölzerne Wohnhäuser und Scheunen aus dem 17. und 19. Jahrhundert
- Wegkreuze

## Persönlichkeiten
- Szczepan Twardoch (* 1979), schlesischer Schriftsteller
- Michał Zieliński (* 1984), polnischer Fußballspieler, der auch die deutsche Staatsangehörigkeit besitzt